# Amaral Raposo
Amaral Raposo é como ficou conhecido José Raposo Gonçalves da Silva (Grajaú, 27 de maio de 1903 — 10 de abril de 1976) foi um jornalista, político e escritor brasileiro.
Amaral Raposo foi um jornalista que primava pelo rigor às normas gramaticais da língua portuguesa. Em seus textos, a maioria de cunho satírico e crítico, a norma culta prevalecia. Nas palavras do professor Sebastião Jorge: 'Não tolerava escorregões, nem pequenos deslizes por parte daqueles que se aventuravam em fazer acrobacias na superfície imaculada de uma página de jornal ou de um livro.'
Entre outros, trabalhou nos seguintes jornais de São Luís: O Combate, Diário do Povo, O Imparcial e Jornal Pequeno. Atuou também como comentaristas nas rádios Timbira e Difusora de São Luiz .
Foi membro da Academia Maranhense de Letras.
Amaral Raposo exerceu também um mandato de deputado estadual pelo estado do Maranhão.

## Homenagens
Em memória a este jornalista, várias escolas receberam o seu nome, em diversas cidades do estado do Maranhão; podemos citar algumas:
- em Imperatriz, sul do estado do Maranhão, a maior escola da rede estadual de ensino recebe o nome de Centro Educacional de Ensino Médio e Fundamental Amaral Raposo. A escola possui aproximadamente 3.000 alunos;
- em sua terra natal, a cidade de Grajaú, também existe uma escola da rede estadual de ensino cujo nome é Centro de Ensino em Tempo Integral Amaral Raposo, localizada no bairro mangueira;
- na Capital do estado, São Luís, existe a escola Amaral Raposo, mantida pela rede municipal, localizada próxima ao Complexo Penitenciário de Pedrinhas.